# Jon Lovitz
Jonathan M. Lovitz (Tarzana, Californië, 21 juli 1957) is een Amerikaans acteur die voornamelijk bijrollen in komische films speelt. Hij werd voor zijn optredens in Saturday Night Live zowel in 1986 als 1987 genomineerd voor een Primtetime Emmy Award.

## Biografie
Lovitz werd in Amerika als zoon (hij heeft een tweelingzus) van een arts geboren en woont daar nog steeds. Hij studeerde aan de University of California in Irvine en werkte daarna als ober, kledingverkoper, schoenverkoper en verpleeghulp.
In 1984 ontmoette hij Phil Hartman en bij de producenten van Saturday Night Live zei hij: "Als je denkt dat ik goed ben, dan moet je Phil eens zien! Die is nog beter dan ik!". Hartman en Lovitz zouden veel samenwerken in het verkrijgen van acteeropdrachten.

## Filmografie
- Hamburger... The Motion Picture (1986) - Beveiliger
- Ratboy (1986) - Feestganger
- Jumpin' Jack Flash (1986) - Doug
- The Brave Little Toaster (1987) (stem) - Radio
- Big (1988) - Scotty Brennen
- My Stepmother Is an Alien (1988) - Ron Mills
- Mr. Destiny (1990) - Clip Metzler
- Mom and Dad Save the World (1992) - Keizer Tod Spengo
- A League of Their Own (1992) - Ernie Capadino
- Loaded Weapon 1 (1993) - Becker
- Coneheads (1993) - Dr. Rudolph
- City Slickers II: The Legend of Curly's Gold (1994) - Glen Robbins
- North (1994) - Arthur Belt
- Trapped in Paradise (1994) - Dave Firpo
- Matilda (1996) - Micky, Million $ Sticky-quizmaster
- The Great White Hype (1996) - Sol
- High School High (1996) - Richard Clark
- The Wedding Singer (1998) Jimmie Moore (onvermeld)
- Happiness (1998) - Andy Kornbluth
- Lost & Found (1999) - Oom Harry
- Little Nicky (2000) - Peeper
- Sand (2000) - Kirby
- Small Time Crooks (2000) - Benny
- Rat Race (film) (2001) - Randall 'Randy' Pear
- 3000 Miles to Graceland (2001) - Jay Peterson
- Good Advice (2001) - Barry Sherman
- Cats & Dogs  (2001) (stem) - Calico
- Eight Crazy Nights (2002) - Tom Baltezor
- Dickie Roberts: Former Child Star (2003) - Sidney Wernick
- The Stepford Wives (2004) - Dave Markowitz
- Bailey's Billion$ (2005) - Bailey
- The Producers (2005) - Mr. Marks
- Southland Tales (2006) - Bart Bookman
- The Benchwarmers (2006) - Mel
- I Could Never Be Your Woman (2007) - Rob
- Casino Jack (2009) - Adam Kidan
- Hotel Transylvania (2012) - Quasimodo (stem)

## Trivia
- Moedigde Lisa Kudrow aan om te gaan acteren.
- Lovitz' vader was opera-liefhebber en heeft altijd spijt gehad dat hij daar geen carrière in had gemaakt. Hij heeft Lovitz altijd aangemoedigd te doen waar hij zin in heeft.
- Als tiener was Lovitz verliefd op een oudere vrouw. Toen die met een ander trouwde brak zijn hart.
- Lovitz was eigenlijk gecast voor de rol van Marcus Burnette in Bad Boys (1995). Regisseur Michael Bay prijst hem gelukkig dat hij niet in de film heeft gespeeld, "het zou zijn carrière hebben geruïneerd".

- Biblioteca Nacional de España: XX1085056
- Bibliothèque nationale de France: cb14035592d (data)
- Gemeinsame Normdatei: 137406657
- International Standard Name Identifier: 0000 0000 7823 1344
- Library of Congress Control Number: no98099035
- MusicBrainz: 02d02ddf-f54d-4e25-be29-c1343f0afbf9
- Nationale Bibliotheek van Tsjechië: xx0041137
- Nationale Bibliotheek van Israël: 987007428870805171
- Nederlandse Thesaurus van Auteursnamen: 165893532
- SNAC: w69p3xj0
- Virtual International Authority File: 85558972
- WorldCat: E39PBJkp8XM6j7CRgfT9hhXrv3